# Wissadula fuscorosea
Wissadula fuscorosea là một loài thực vật có hoa trong họ Cẩm quỳ. Loài này được Ulbr. miêu tả khoa học đầu tiên năm 1916.